# 1828 Kashirina
1828 Kashirina è un asteroide della fascia principale del diametro medio di circa 27,85 km. Scoperto nel 1966, presenta un'orbita caratterizzata da un semiasse maggiore pari a 3,0595715 UA e da un'eccentricità di 0,1119447, inclinata di 14,30502° rispetto all'eclittica.
L'asteroide è dedicato a Valentin Semenovich Kashirin, fisico di Simferopol, Crimea.